# 拉瓦莱
拉瓦莱（義大利語：La Valle），是意大利博尔扎诺-上阿迪杰自治省的一个市镇。总面积39平方公里，人口1281人，人口密度32.8人/平方公里（2009年）。ISTAT代码为021117。